# 19 août en sport
19 juillet 19 septembre
Chronologies thématiques
- Croisades
- Ferroviaires
- Disney

Le 19 août (231e jour de l'année ou 232e en cas d'année bissextile) en sport.

## Événements

### XIIesiècle
- 1186 :
  - (Tournoi) : le duc de Bretagne Geoffroy II Plantagenêt trouve la mort dans un tournoi à Paris.

### XIXesiècle
- 1859 :
  - (Jeux olympiques) : le gouvernement grec donne un avis favorable à l’idée de rénovation des Jeux olympiques. Ce projet est initié et financé par un riche commerçant grec : Evángelos Záppas[1].. Ces jeux qui se tiennent en novembre 1859 restent dans l'histoire comme les « Jeux de Záppas ».

### XXesièclede1951à2000
- 1954 :
  - (Omnisports) : publication aux États-Unis du premier numéro de l'hebdomadaire sportif Sports Illustrated.
- 1973 :
  - (Formule 1) : Grand Prix automobile d'Autriche.
- 1981 :
  - (Athlétisme) : le Britannique Sebastian Coe bat le record du monde du mile en 3 min 48,53 s.
- 1984 :
  - (Formule 1) : Grand Prix automobile d'Autriche.
- 1986 :
  - (Natation) : Kristin Otto porte le record du monde du 100 m dos à 54,73 s.
- 1992 :
  - (Athlétisme) : le kényan Moses Kiptanui bat le record du monde du 3000 m steeple en 8 min 2,08 s.
- 1995 :
  - (Boxe anglaise) : après six années de captivité, l'Américain Mike Tyson met KO son opposant Peter McNeely, en moins de deux minutes.
- 1996 :
  - (Voile) : le Français Loïck Peyron remporte la course Québec - Saint-Malo sur Fujicolor II et établit un nouveau record de la traversée.

### XXIesiècle
- 2001 :
  - (Golf) : l'Américain David Toms remporte le tournoi de l'USPGA.
  - (Formule 1) : en remportant le GP de Hongrie, Michael Schumacher remporte la 51e victoire de sa carrière, égalant le record du nombre de victoires en Grand Prix, détenu depuis 1987 par Alain Prost.
- 2006 :
  - (Natation) : lors de la 3e journée des championnats pan-pacifiques, disputés à Victoria, deux records du monde sont battus :
  - 200 m dos par Aaron Peirsol, qui établit un nouveau record à 1 min 54 s 44/100
  - 4 × 100 m nage libre par le relais des États-Unis, composé de Michael Phelps, Neil Walker, Cullen Jones et Jason Lezak, qui établit un nouveau record à 3 min 12 s 46/100.
- 2007 :
  - (Sport automobile) : le Français Sébastien Loeb (Citroën C4) remporte pour la sixième fois consécutive le Rallye d'Allemagne, sa cinquième victoire de la saison et la 33e (nouveau record) de sa carrière, en devançant François Duval (Citroën Xsara) et Mikko Hirvonen (Ford Focus). Il revient à 8 points de Marcus Grönholm (Ford Focus) au classement du championnat du monde.
- 2015 :
  - (Athlétisme /IAAF) : le Britannique Sebastian Coe est élu président de l’IAAF pour quatre ans et il succède au Sénégalais Lamine Diack.
  - (Basket-ball /Championnat d'Afrique masculin) : début de la 28e édition du Championnat d'Afrique masculin de basket-ball qui se déroule en Tunisie et se terminera le 30 août 2015.
- 2016 :
  - (JO 2016) : 17e jour de compétition aux Jeux de Rio.
- 2017 :
  - (Cyclisme sur route /Vuelta) : début de la 72e édition du Tour d'Espagne qui se déroule jusqu'au 10 septembre 2017 dont la 1re étape a lieu à Nîmes en France et débute par un contre-la-montre par équipes de 13,7 km. C'est l'équipe BMC Racing qui s'impose et son leader, l'Australien Rohan Dennis qui s'empare du maillot rouge.
- 2021 :
  - (Cyclisme sur route /Tour d'Espagne) : sur la 6e étape du Tour d'Espagne qui se déroule entre Requena et Cullera, sur une distance de 158,3 km, victoire du Danois Magnus Cort Nielsen. Le Slovène Primož Roglič reprend le maillot rouge.
- 2023 :
  - (Athlétisme /Mondiaux) : début de la 19e édition des championnats du monde d'athlétisme qui se déroulent jusqu'au 27 août 2023 à Budapest, en Hongrie[2]. Les Etats-Unis battent le record du monde du relais 4x 400m mixte en 3 min 8 s 80.
  - (Hockey sur gazon /Euro masculin) : début de la 19e édition du championnat d'Europe masculin de hockey sur gazon qui se tient à au SparkassenPark de Mönchengladbach en Allemagne jusqu'au 27 août 2023[3].
  - (Pentathlon moderne /Mondiaux) : début de la 64e édition des Championnats du monde de pentathlon moderne. Ils ont lieu à Bath, en Angleterre[4], jusqu'au 28 août 2023.
- 2024 :
  - (Cyclisme sur route /Tour d'Espagne) : sur la 3e étape du Tour d'Espagne qui se déroule  entre Lousã et Castelo Branco au Portugal, sur une distance de 191 km, victoire du Belge Wout van Aert qui conserve son Maillot rouge.

## Naissances

### XIXesiècle
- 1835 :
  - Tom Wills, joueur de rugby à XV et de cricket australien. Fondateur du football australien. († 3 mai 1880).
- 1866 :
  - Adrien de Turckheim, industriel de l'automobile puis pilote de courses automobile français. († 2 janvier 1948).
- 1875 :
  - John Bray, athlète de demi-fond américain. Médaillé de bronze du 1 500 m aux Jeux de Paris 1900. († 18 juillet 1945).
- 1885 :
  - Robert Rowe, hockeyeur sur glace canadien. († 21 septembre 1948).
- 1889 :
  - Jean Degouve, footballeur français. (2 sélections en équipe de France). († ?).

### XXesièclede1901à1950
- 1905 :
  - Joseph Choy, joueur de rugby à XV et joueur de rugby à XIII français. (10 sélections en équipe de France de rugby à XV). († 1990).
- 1906 :
  - Marcel Desprets, épéiste français. Champion olympique par équipes aux Jeux de Londres 1948. Champion du monde d'escrime à l'épée par équipes 1947. († 12 mars 1973).
- 1909 :
  - Ron King, joueur de rugby à XV néo-zélandais. (42 sélections en équipe nationale). († 10 janvier 1988).
- 1912 :
  - Trevor Davies, basketteur britannique. († 22 septembre 2012).
- 1913 :
  - Paul Maye, cycliste sur route français. Vainqueur de Paris-Roubaix 1945. († 19 avril 1987).
- 1914 :
  - Lajos Baróti, footballeur puis entraîneur hongrois. (2 sélections en équipe nationale). Sélectionneur de l'équipe de Hongrie de 1957 à 1966 et de 1975 à 1978 puis de l'équipe du Pérou de 1971 à 1972. Champion olympique aux Jeux de Tokyo 19064. († 23 décembre 2005).
- 1916 :
  - Dennis Poore, industriel de l'automobile puis pilote de courses automobile britannique. († 12 février 1987).
- 1922 :
  - Léopold Anoul, footballeur belge. (48 sélections en équipe nationale). († 10 février 1990).
- 1931 :
  - Aldo Eminente, nageur français. Médaillé de bronze du relais 4 × 200 m nage libre aux Jeux d'Helsinki 1952.
- 1934 :
  - Renée Richards, joueuse de tennis américaine.
- 1935 :
  - Bobby Richardson, joueur de baseball américain.
- 1941 :
  - Jules Melquiond, skieur alpin français.
- 1943 :
  - Sid Going, joueur de rugby à XV néo-zélandais. (29 sélections en équipe nationale). († 17 mai 2024).
- 1944 :
  - Mordechai Spiegler, footballeur puis entraîneur israélien. (83 sélections en équipe nationale).

### XXesièclede1951à2000
- 1954 :
  - Oscar Larrauri, pilote de courses automobile argentin.
- 1955 :
  - Cindy Nelson, skieuse alpine américaine. Médaillée de bronze de la descente aux Jeux d'Innsbruck 1976.
- 1957 :
  - Klaus Heidegger, skieur alpin autrichien.
  - David Palmer, joueur de baseball américain.
  - Cesare Prandelli, footballeur puis entraîneur italien. Vainqueur de la Coupe d'Europe des vainqueurs de coupe 1984 et de la Coupe des clubs champions européens 1985. Sélectionneur de l'équipe d'Italie de 2010 à 2014.
- 1958 :
  - Gary Gaetti, joueur de baseball américain.
  - Anthony Muñoz, joueur de foot U.S. américain.
  - Darryl Sutter, hockeyeur sur glace puis entraîneur canadien.
- 1959 :
  - Ricky Pierce, basketteur américain.
- 1960 :
  - Morten Andersen, joueur de foot U.S. danois.
  - Ron Darling, joueur de baseball américain.
- 1961 :
  - Frédéric Antonetti, footballeur puis entraîneur et consultant TV français.
- 1965 :
  - Franck Mantaux, footballeur puis entraîneur français.
  - James Tomkins, rameur australien. Champion olympique du quatre sans barreur aux Jeux de Barcelone 1992 et aux Jeux d'Atlanta 1996 puis médaillé de bronze du deux sans barreur aux Jeux de Sydney 2000 et champion olympique du deux sans barreur aux Jeux d'Athènes 2004. Champion du monde d'aviron du huit 1986, champion du monde d'aviron du quatre sans barreur 1990 et 1991, champion du monde d'aviron du deux avec barreur et du quatre avec barreur 1998 puis champion du monde d'aviron du deux sans barreur 1999 et 2003.
- 1966 :
  - Frédéric Darras, footballeur français. († 27 octobre 2010).
- 1967 :
  - Jérôme Hurel, cavalier de sauts d'obstacles français.
- 1970 :
  - Gérald Véniard, navigateur français.
- 1971 :
  - Mary Joe Fernández, joueuse de tennis américaine. Championne olympique du double et médaillée de bronze du simple aux Jeux de Barcelone 1992 puis championne olympique du double aux Jeux d'Atlanta 1996. Victorieuse de la Fed Cup 1996.
  - João Vieira Pinto, footballeur portugais. (81 sélections en équipe nationale).
  - Grégory Wimbée, footballeur français.
- 1972 :
  - Roberto Abbondanzieri, footballeur argentin et italien. (49 sélections avec l'équipe d'Argentine).
  - Fabien Cool, footballeur français. Marco Materazzi
- 1973 :

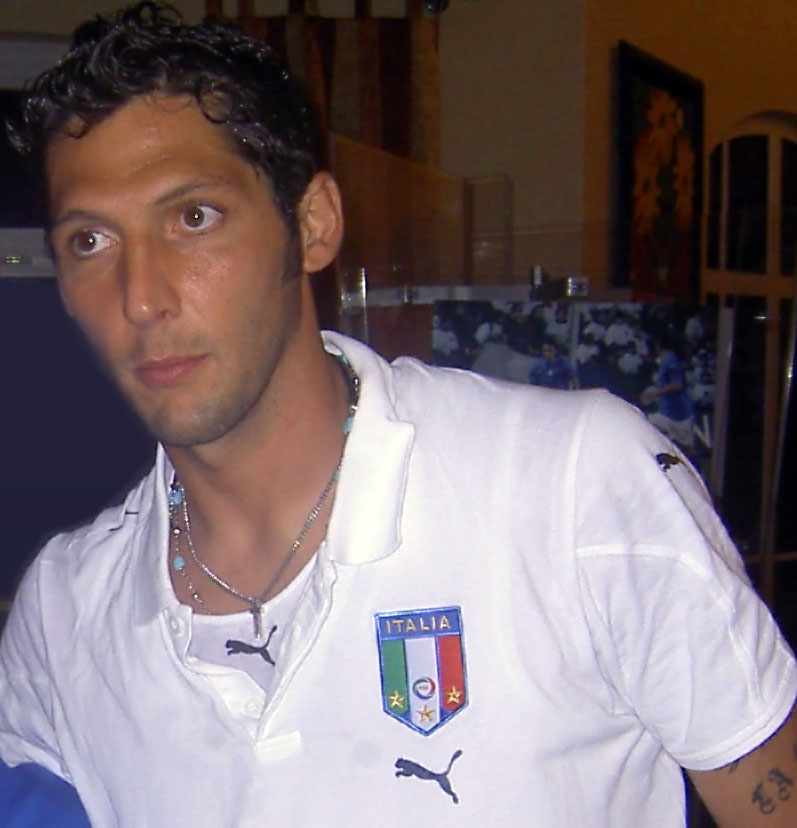
Marco Materazzi

  - Marco Materazzi, footballeur italien. Champion du monde de football 2006. Vainqueur de la Ligue des champions 2010. (41 sélections en équipe nationale).
- 1974 :
  - Anja Knippel, athlète de sprint allemande.
- 1976 :
  - Benoît Zwierzchiewski, athlète de fond français.
- 1977 :
  - Iban Mayo, cycliste sur route espagnol. Vainqueur du Critérium du Dauphiné libéré 2004.
- 1978 :
  - Walter Baseggio, footballeur belge. (27 sélections en équipe nationale).
  - Chris Capuano, joueur de baseball américain.
  - Sébastien Tortelli, pilote moto-cross français. Champion du monde de motocross en 125 cm3 1996 et champion du monde de motocross en 250 cm3 1998.
- 1979 :
  - Ivan Heshko, athlète de demi-fond ukrainien.
  - Oumar Kondé, footballeur suisse.
- 1980 :
  - Maleye N'Doye, basketteur sénégalais. (58 sélections en équipe nationale).
  - Paul Parry, footballeur gallois. (12 sélections en équipe nationale).
- 1981 :
  - Jérémy Castex, joueur de rugby à XV français.
  - Nick Kennedy, joueur de rugby à XV anglais. Vainqueur de la Coupe d'Europe de rugby à XV 2013. (7 sélections en équipe nationale).
- 1982 :
  - Amara Diané, footballeur ivoirien. (8 sélections en équipe nationale).
  - J. J. Hardy, joueur de baseball américain.
  - Steve Ott, hockeyeur sur glace canadien.
  - Kevin Rans, athlète de saut à la perche et de sprint belge.
- 1983 :
  - Mike Conway, pilote de course automobile d'endurance britannique.
- 1984 :
  - Alessandro Matri, footballeur italien. (7 sélections en équipe nationale)
  - Ryan Taylor, footballeur anglais.
- 1985 :
  - Lindsey Jacobellis, snowboardeuse américaine. Médaillée d'argent en cross aux Jeux de Turin 2006. Championne du monde de snowboard en cross 2005, 2007, 2011, 2015 et 2017.
- 1986 :
  - Rachael Burford, joueuse de rugby à XV anglaise. Championne du monde de rugby à XV féminin 2014. (72 sélections en équipe nationale).
  - Tian Qing, joueuse de badminton chinoise. Championne olympique du double aux Jeux de Londres 2012. Championne du monde de badminton du double dames 2014 et 2015.
  - John Williamson, basketteur américain.
- 1987 :
  - Nico Hülkenberg, pilote de F1 allemand.
- 1988 :
  - Kévin Monnet-Paquet, footballeur français.
- 1989 :
  - Maciej Rybus, footballeur polonais. (66 sélections en équipe nationale).
- 1990 :
  - Vincent Pajot, footballeur français.
  - Florentin Pogba, footballeur franco-guinéen. (31 sélections avec l'équipe de Guinée).
- 1991 :
  - Salem al-Dossari, footballeur saoudien. (81 sélections en équipe nationale).
  - Benoît Schwarz, curleur suisse. Médaillé de bronze aux Jeux de Pyeongchang 2018. Champion d'Europe de curling 2013.
- 1992 :
  - Estelle Mossely, boxeuse française. Championne olympique des -60 kg aux Jeux de Rio 2016. Médaillée de bronze des -60 kg aux Mondiaux de boxe amateur femmes 2014 et championne du monde de boxe amateur femmes des -60 kg 2016. Médaillée d'argent des -60 kg aux CE de boxe amateur femmes 2014 et 2015.
- 1994 :
  - Fernando Gaviria, cycliste sur piste et cycliste sur route colombien. Champion du monde de cyclisme sur piste de l'omnium 2015 et 2016. Vainqueur de Paris-Tours 2016.
  - Edmilson Junior, footballeur belgo-brésilien.
  - Alexis Raynaud, tireur français. Médaillé de bronze de la carabine à 50 m 3 positions aux Jeux de Rio 2016.
  - Nafissatou Thiam, athlète d'épreuves combinées belge. Championne olympique de heptathlon aux Jeux de Rio 2016, aux Jeux de Tokyo 2020 et aux Jeux de Paris 2024. Championne du monde d'athlétisme de l'heptathlon 2017 et 2022. Championne d'Europe d'athlétisme de l'heptathlon 2018, 2022 et 2024.
  - Maryan Zakalnytskyy, athlète de marches ukrainien. Champion d'Europe d'athlétisme du 50 km marche 2018.
- 1995 :
  - Émeline Gros, joueuse de rugby à XV française. (11 sélections en équipe de France).
  - Xu Jiayu, nageur chinois. Médaillé d'argent du 100 m dos aux Jeux de Rio 2016 et du relais 4 × 100 m 4 nages mixte aux Jeux de Tokyo 2020 puis champion olympique du relais 4 × 100 mètres 4 nages, médaillé d'argent du 100m dos et du relais 4 × 100 mètres 4 nages mixte aux Jeux de Paris 2024. Champion du monde de natation du 200 m dos 2017 et 2019 puis du relais 4 × 100 m quatre nages mixte 2023.
  - David Ribbans, joueur de rugby à XV anglo-sud-africain. (10 sélections avec l'équipe d'Angleterre).
- 1996 :
  - Almoez Ali, footballeur qatari. Champion d'Asie des nations de football 2019. (104 sélections en équipe nationale).
  - Fouad Yaha, joueur de rugby à XIII français. (7 sélections en équipe de France).
- 1997 :
  - Aya Ben Abdallah, handballeuse tunisienne. (3 sélections en équipe nationale).
  - Florian Wellbrock, nageur allemand. Champion olympique en eau libre 10 km et médaillé de bronze du 1 500m nage libre aux jeux de Tokyo 2020. Champion du monde de natation du 10 km en eau libre et du 1 500 m nage libre 2019, du 5 km en eau libre et par équipes 2022 puis du 5 km et 10km en eau libre 2023. Champion d'Europe de natation du 1 500 m 2018.
- 2000 :
  - Keegan Murray, basketteur américain.

### XXIesiècle
- 2001 :
  - Shurandy Sambo, footballeur néerlandais.
- 2003 :
  - Kacper Trelowski, footballeur polonais.
- 2006 :
  - Troy Nyhammer, footballeur norvégien.

## Décès

### XXesièclede1901à1950
- 1914 :
  - Alphonse Six, 24 ans, footballeur belge. (9 sélections en équipe nationale). (° 1er janvier 1890).
- 1927 :
  - Johan Edman, 52 ans, tireur à la corde suédois. Champion olympique de tir à la corde aux Jeux de Stockholm 1912. (° 29 mars 1875).
- 1937 :
  - Joe Lydon, 59 ans, footballeur et boxeur américain. Médaillé d'argent en football puis de bronze des -65,8 kg aux Jeux de Saint-Louis 1904. (° 2 février 1878).
- 1941 :
  - Paul Duboc, 57 ans, cycliste sur route français. Vainqueur du Tour de Belgique 1909. (° 2 avril 1884).
- 1946 :
  - Jules-Albert de Dion, 90 ans, homme politique et pionnier de l'industrie automobile puis pilote de courses automobile français. (° 10 mars 1856).

### XXesièclede1951à2000
- 1965 :
  - Félix Lasserre, 69 ans, joueur de rugby à XV français. Médaillé d'argent aux Jeux de Paris 1924. (15 sélections en équipe de France). (° 9 octobre 1895).
- 1975 :
  - Mark Donohue, 38 ans, pilote de F1 et de courses automobile d'endurance autrichien. (° 18 mars 1974).

### XXIesiècle
- 2001 :
  - Willy Vannitsen, 66 ans, cycliste sur route belge. Vainqueur de la Flèche wallonne 1961. (° 8 février 1935).
- 2005 :
  - Oscar Muller, 48 ans, footballeur argentin puis français. (° 28 juillet 1957).
- 2006 :
  - Oscar Miguez, 78 ans, footballeur uruguayen. Champion du monde de football 1950. Vainqueur de la Copa América 1956. (39 sélections en équipe nationale). (° 5 décembre 1927).
- 2007 :
  - Daniel Maes, 41 ans, footballeur belge. (° 7 juillet 1966).
- 2011 :
  - Janusz Kierzkowski, 64 ans, cycliste sur piste polonais. Médaillé de bronze du kilomètre aux Jeux de Mexico 1968. Champion du monde de cyclisme sur piste du kilomètre 1973. (° 26 février 1947).